# Seminatrice

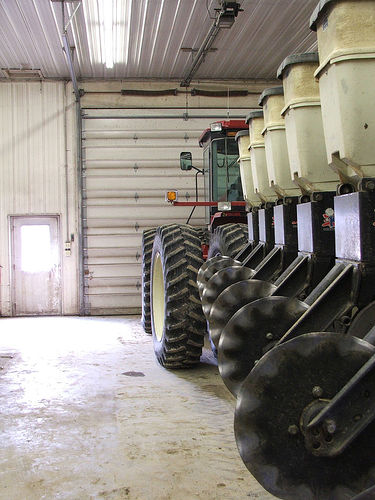
Una seminatrice con trattore (in assetto trasversale da trasporto)

La seminatrice è una macchina agricola utilizzata per disporre i semi su un terreno precedentemente arato. Tale attrezzo viene trainato o portato da trattori e realizza il solco di semina, la deposizione dei semi, la chiusura del solco e il parziale costipamento della terra attorno al seme. Spesso le seminatrici sono munite di serbatoi e sistemi di distribuzione aggiuntivi per fertilizzanti o fitofarmaci in forma granulare, talvolta liquidi. La prima macchina seminatrice venne realizzata da Jethro Tull nel 1701.

## Seminatrice tradizionale
Le seminatrici tradizionali sono caratterizzate da una scarsa regolarità nel distanziamento dei semi, distanziamento che non può comunque superare certi valori. I sistemi di regolazione del flusso di semi sono totalmente meccanici o elettronici e agiscono non sul singolo seme ma su volumi di più semi. Questi sistemi sono generalmente attuati direttamente dal moto di ruote poggiate a terra, in modo tale da avere una densità di deposizione dei semi il più possibile uniforme anche al variare della velocità di marcia del trattore. 

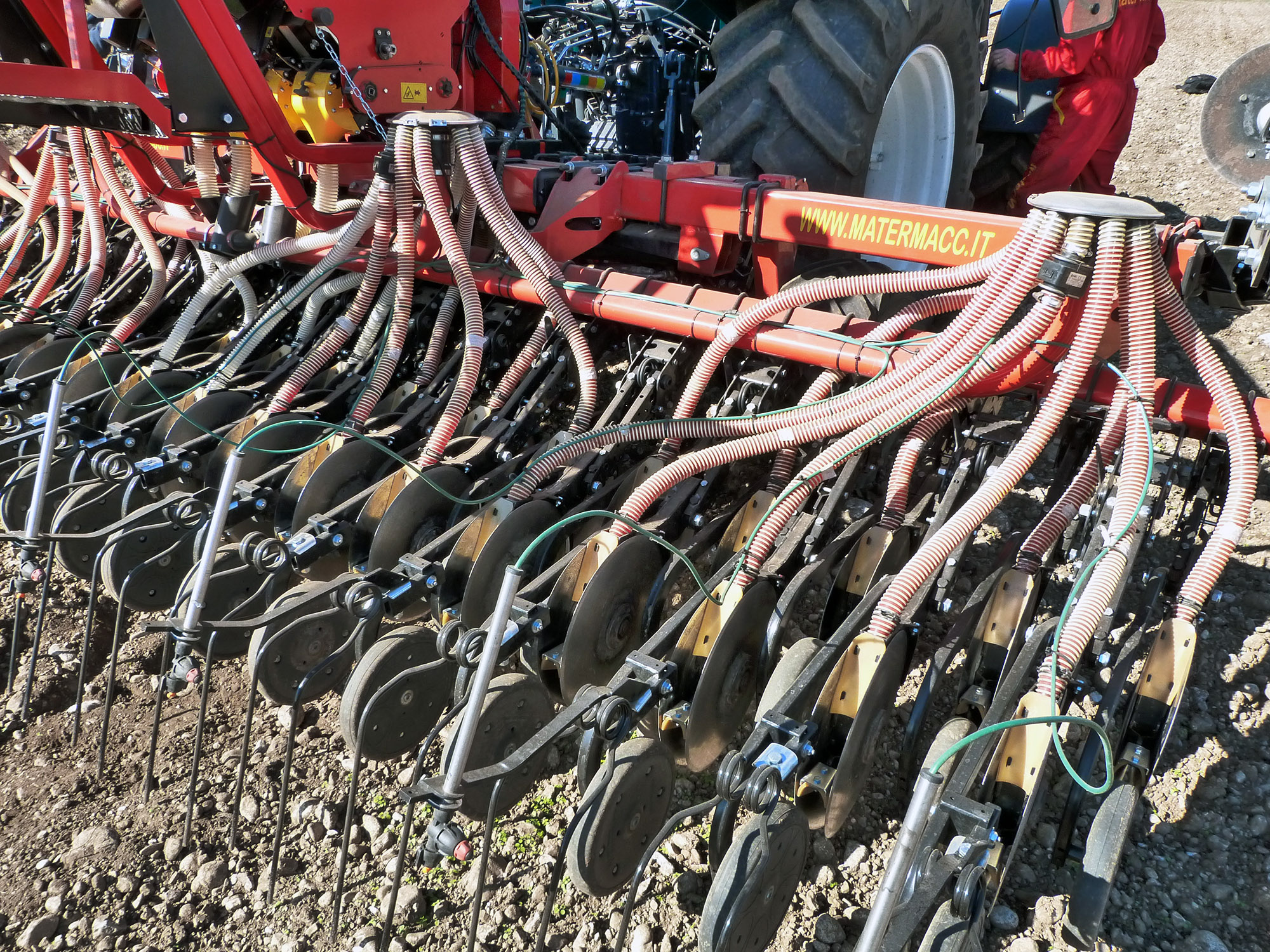
Dettaglio del sistema di trasporto pneumatico del seme al suolo in una seminatrice tradizionale

Il trasporto del seme al suolo può avvenire per gravità o per via pneumatica.

## Seminatrice di precisione

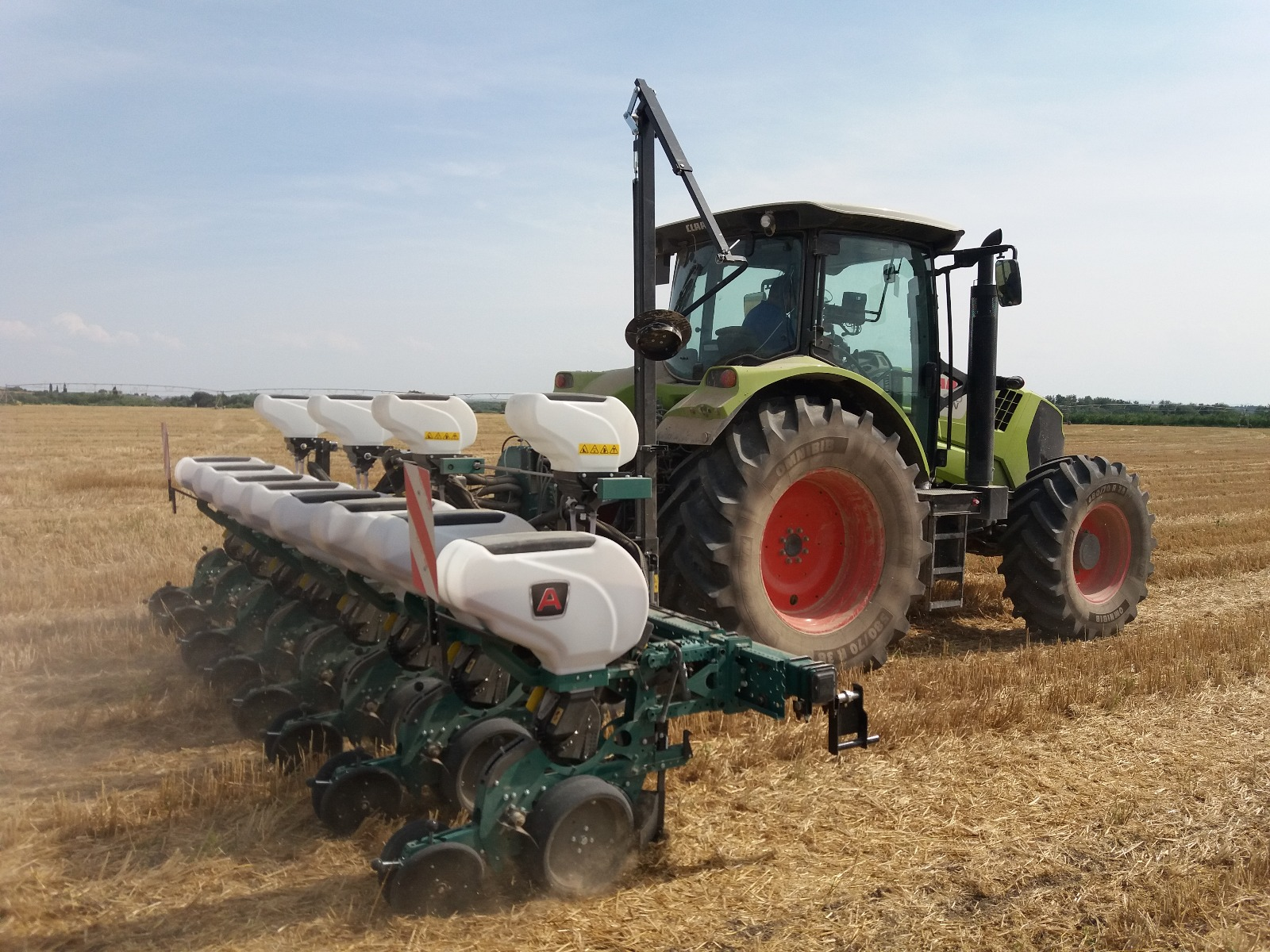
Una seminatrice di precisione utilizzata per semina su sodo

Le seminatrici di precisione invece hanno capacità di controllo del singolo seme: possono quindi realizzare qualsiasi distanziamento nella posa. Esse vengono spesso realizzate con apparati pneumatici che producono costantemente una depressione utilizzata per realizzare il prelievo del singolo seme mediante superfici metalliche rotanti (i distributori) muniti di fori molto più piccoli del seme: la depressione è applicata su un lato della superficie in modo che sull'altro lato rimanga "attaccato" (per depressione) un solo seme per ciascun foro, indipendentemente dalla forma e dimensione reali del seme stesso. Con la depressione i semi cadono nei distributori per essere depositati a terra. In queste macchine l'apparato pneumatico è attuato dal trattore (mediante presa di potenza rotativa), mentre il movimento meccanico dei distributori (la cui velocità determina il distanziamento) è attuato da ruote poggiate a terra ottenendo un distanziamento costante anche al variare della velocità di marcia.